# 릴리언 디즈니
릴리언 디즈니(영어: Lillian Marie Disney, 1899년 2월 15일 ~ 1997년 12월 16일)는 미국의 잉크화가로, 월트 디즈니의 아내로 알려져 있다. 월트 디즈니의 사업과 작품들에 많은 영향을 주었다.